# Carlos Loret de Mola Mediz
Carlos Loret de Mola Mediz (Mérida, Yucatán; 30 de julio de 1921 - Coyuca de Catalán, Guerrero; 7 de febrero de 1986) fue un periodista y político mexicano, miembro del Partido Revolucionario Institucional (PRI). Fue diputado, senador y gobernador de Yucatán.

## Datos biográficos
Nació en el seno de una familia humilde. Su padre, Carlos Loret de Mola Medina, fue ferrocarrilero, y su madre, Loreta Mediz Bolio, fue hermana del poeta Antonio Mediz Bolio.

## Gobernador
Carlos Loret de Mola Mediz fue elegido gobernador en 1970 después de unas competidas elecciones frente al candidato del PAN Víctor Correa Rachó, quien cuestionó los resultados comiciales aunque finalmente tuvo una buena relación con Loret de Mola. Durante su gobierno se enfrentó en varias ocasiones con el presidente Luis Echeverría Álvarez, con el gobernador de Campeche, Carlos Sansores Pérez y con el político yucateco Víctor Cervera Pacheco el cual años después sería gobernador del estado en dos períodos. El asesinato de un abogado laboral y líder sindical independiente, Efraín Calderón Lara (a) "El Charras", imputado finalmente a agentes policiales vinculados al gobernador campechano Sansores Pérez, sacudió a su gobierno y algunos sectores le atribuyeron la autoría intelectual del asesinato. Pudo, sin embargo, terminar su sexenio con un reconocimiento amplio, incluso de quienes habían sido sus adversarios. 

## Después de gobernador
Posteriormente continuó con su carrera periodística. Durante y después de su mandato gubernamental vivió confrontado con algunos miembros conspicuos del poder político entre acusaciones de uno y otro lado por delitos y corrupción en las esferas del poder público. Ninguna de estas quejas fueron comprobadas.

## Muerte
Carlos Loret de Mola perdió la vida en un aparente accidente automovilístico en una autovía del Estado de Guerrero cuando su automóvil, un Mercedes Benz blindado, terminó en el fondo de una barranca. Sin embargo su hijo, el escritor y periodista Rafael Loret de Mola ha sostenido que se trató de un asesinato de estado, en su obra "Denuncia", editada por Grijalbo en 1987 y reeditada en 2006.

## Legado
Durante toda su vida, Carlos Loret de Mola Mediz fue un periodista que escribió y dirigió varios periódicos en diversas partes del país, formó parte del equipo fundador de El Heraldo de Aguascalientes, el periódico más importante de la región bajio, y participó también en medios impresos de Guanajuato y Chihuahua, gozando de amplio y reconocido prestigio. Dos miembros de su familia continuaron su profesión periodística: su hijo, el mencionado escritor y abogado Rafael Loret de Mola, y su nieto, el conductor de televisión, su homónimo, Carlos Loret de Mola.

## Publicaciones
Entre sus libros destacan: 
- Ángel sin ojos - (1950).
- Yucatán en la patria - (1967).
- Manuel Cepeda Peraza. Soldado y estadista de la república - (1968).
- Confesiones de un gobernador - (1978).
- Los últimos 91 días -(1978).
- Los caciques - (1980).
- Mil días de Quetzalcóatl - (1981).
- El juicio - (1983).
- Que la nación me lo demande (obra póstuma) - (1986).